# Ság (Sárköz)
Ság a Sárköz elpusztult települése, nevének két „a” betűs változatát Csánki nemes nevében már 1381-ből említi Saagh formában. Kilencven évvel később, pontosabban 1470-ben Poss. Sagh, 1474-ből pedig Saag formában fordult elő. Véleménye szerint „részben a széki (bátta-széki) apátságé volt”. Mohács után először 1557-ben bukkan fel Ság neve a szultán szekszárdi és szegedi szandzsákokban lévő hass birtokainak jegyzékén, 18 házzal. Ezt követően gyakran szerepel mind a magyar, mind a török összeírásokban. Innen kiderül, hogy e település a történeti Sárköz északkeleti részén feküdt. 1559-ben juttatták el Szigetvárra a sághi parasztok Korpády Gergely fenyegető levelét, melyben az „ichiejiek” sorsával  fenyegette meg őket. Azaz, ha levelét ismét elégetik és a kért pénzt, a díszes ruhákat, darutollakat stb. meg nem küldik, úgy járnak mint amazok, vagyis „házatoknak hamvát széllel fúvatom, meg annak fölötte gyermeketeket is ketté vagdalom”. Panaszukat a csaknem azonos szövegű  fenyegetést kapott szentmiklósi, szerdahelyi és az említett icsei jobbágyokkal együtt juttatták el Horváth Márkhoz. A Tolna vármegyei falvak Szigetvárral szembeni gabonatized tartozását összeíró jegyzékben „Saagh”-ot  Nyámád és Iccse után vették fel a következő megjegyzéssel: „Nem fizettek. Szolgáltattak búzából 3 keresztet.”  A különböző egyházi és  nemesi birtokok 1561. évi szolgáltatásainak vizsgálatából kiderül, hogy Korpády Gergely hatalmaskodása után két évvel „Zentmiklos, Zerdahel, és Ikche. Egykor a szekszárdi apátságé. Saag pedig egykor a bátaszéki káptalané. Most Bosnyák Mártoné.” Szolgáltattak búzából három keresztet. (A bátaszéki káptalanra való utalás nyilván téves információn alapult.) Ugyanezt rögzítették 1564-ben a „Királyi felség mindkét hadisegélyének” jegyzékén is: „Szenth Miklos, Zerdahel, Ichye és Saagh Bosnyák Mártoné, 6 porta.”
Az 1557-58. évi defterben Ság szultáni hász-birtokon 18 ház szerepel. 1566-ban Ságot A tolna várost és a hozzá tartozó falvak jövedelmét rögzítő török jegyzéken Fajsz, Fadd, Gederi(?) és Szerdahely mellett találjuk. Ságon ekkor 24 családfő után szed a török fejadót, 250 akcse malomtaksa, 300 kereszt (cca 90 métermázsa) búza után 300 akcse búzatizedet, és különböző kihágások miatt kilencen fizettek büntetéspénzt. De nincs nyoma szőlőtermelésre utaló must tizednek vagy bor adónak ami feltehetően arra utal, hogy saját szőlőhegyük nem volt és extraneus művelésre sem volt lehetőségük. Az 1572-73. évi török fejadó defterben Ság 40 felvett adózóval szerepel Őcsény, Nyámád, Kis és Nagy Bát környezetében.  A szekszárdi kerületben és szandzsákban lévő szultáni hass-birtokok 1574-95 közötti állapotáról készült defterben Ság falu halastavai után halketted és haltized címen fizetendő 8000 akcsét tüntették fel. Előtte Nyámád, Őcsény és Gyürke után Belácz és Ebes van a jegyzékben. A szekszárdi szandzsák kapuadóit 1580-ban feltüntető jegyzéken  Ság 28 kapuval szerepe. A szekszárdi szandzsák tímár javadalom-birtok defterében 1574 és 1595 között szerepel, halastavainak hal kettede és hal tizedjövedelme évi 8000 akcse volt.  1590-91-ben a törökök 21 adózó családfőt írtak össze itt. Ahmed budai pasa idejéből 1596. szept. 5-én jegyezték fel Ság falut és tartozékait 6500 akcséval mint, amely akkor Ibrahimtól, Veli Musztafára íratott át.
1592-ben Martonfalvay Imrének adóztak: „Esztendeig való adójok a Ságiaknak tészen florenos Hungaricelas No. 25. Mindenféle vetésekbűl Kilentzed jár. Ártán No. 1. Patyolat No. 1 vég. Száras Karmasin Csjzma No. 2. Nyest bőr No. 2. Rókabőr No. 1.” Később ismét feltűnik a falu neve. Káli Péter szekszárdi apát kéri azokat a falvakat „melyeket nekem adott volt Matthesy György uram úgy mint Papoczi prépost győri kanonok Anno domini 1611.” Ebben az iratban Eöczen, Szerdahel, Ikcse, Kövesd…Mezős (Mözs), Feyer víz, Szaagh, Decz, Eten stb. a sorrend, összesen 32 helységet felsorolva. E források alapján tudjuk, hogy Ság a Sárvíz és a Duna között, közvetlen a Duna mellett helyezkedett el. Határolja hosszában Gyürke puszta a tolnai területig, szélességében Iccse pusztától a Dunán át Fajsz nevű fokig tart. Az 1689. november 2-i összeírás szerint: Ságh most elnéptelenedett hely, Martonfalvay úr birtoka, akinek az uraság elismerése jeléül egy pár karmazsin csizmát adott. A török császárnak 3 imperiálist, a török földesúrnak 1 imperiálist, a zsellér 50 dénárt fizetett. A gabona tizedét a szekszárdi bégnek adta. Ugyancsak a bor helyett 1 imperiálist. Erdeje, rétje, szántóföldre és halászatra alkalmas vize bőségesen van.